# Florimond Behaeghel
Florimond Behaeghel (1884 - 1 januari 1962) was een lid van het Belgisch verzet in de Tweede Wereldoorlog.
Behaeghel werd in 1942 gearresteerd door de Duitse bezetter omdat hij illegale verzetspropagana had verspreid. Hij deelde in de gevangenis van Sint-Gillis de cel met de Jood Nysen Tygier. Tygier werd nadien naar het Fort van Breendonk gestuurd, waar hij in juni 1942 werd vrijgelaten, maar zich dagelijks moest aanmelden bij de Gestapo.
Behaeghel bood Tygier in augustus 1942 aan om hem en zijn drie kinderen te verbergen. Op 19 augustus 1942 verhuisden de kinderen Abraham, Jakob en Eta (13, 14 en 15 jaar oud) naar Behaeghels gezin. Later werden ze verborgen in een weeshuis in Leuven, maar op de ogenblikken dat ze zich daar onveilig voelden keerden ze soms terug naar Behaeghel.
Toen de Behaeghels in februari 1944 het gevoel hadden dat de kinderen in gevaar waren, contacteerden ze Henri Reynders, die voor hen een veilige opvangplek vond tot het einde van de oorlog.
Op 13 juni 1995 verleende het Jad Wasjem Behaeghel, zijn vrouw Marguerite (1881-1972) en hun kinderen Marcel (1921) en Marie (1909-1994) de titel Rechtvaardige onder de Volkeren.